# Scheuring
Scheuring est une commune de Bavière (Allemagne), située dans l'arrondissement de Landsberg am Lech, dans le district de Haute-Bavière.

## Personnalités liées à la ville
- Franz von Paula Gruithuisen (1774-1852), astronome né à Haltenberg.